# 暗黒バエ
暗黒バエ（あんこくバエ）は、京都大学で行われているショウジョウバエを恒常暗黒下で継代飼育し続ける実験。

## 概要
長期の暗黒が生物に与える影響を調べるため、京都大学理学部動物学教室教授の森主一によって1954年に開始された。2007年2月、森が死去し、後継者によって引き継がれており2018年現在も継続中である。実験から60年以上、約1500世代目に達した（人間に換算すると、1世代を25年として3万7500年に相当)。2009年、嗅覚やフェロモンに関する遺伝子などに変異が生じるなど、「進化」していることが確認された。
2012年には約1400世代目の暗黒バエの全ゲノムが解読され、オンライン論文誌PLoS ONEに掲載された。解毒酵素の遺伝子など、野生型のショウジョウバエと比べて約20万（約5％）の変異が認められたという。
1500世代を超えて交配させていった結果、暗黒バエは視覚に頼れない分シグナル伝達力と感覚能力、嗅覚などが通常の個体に比べ高くなっていることや、反対に概日リズムを保持し、光へ反応して光に近寄る性質は変化が無いということが分かってきた。

## 年表
- 1954年（昭和29年） - 森主一によって実験が開始される。
- 1974年（昭和49年） - 担当が今福道夫に交代される（2代目）。
- 2007年（平成19年）2月 - 森が死去。
- 2008年（平成20年） - 担当が布施直之に交代される（3代目）。
- 2012年（平成24年） - 約1400世代目の暗黒バエのゲノム解読。約20万（約5％）の変異が認められた。